# 徐其孝
徐其孝（1914年—1997年），中国人民解放军将领、中国人民解放军开国少将。
曾任第2步兵学校校长。1955年，授予中国人民解放军少将。